# Yuzuru Hanyu
Pour les articles homonymes, voir Hanyu.
Yuzuru Hanyu (羽生 結弦, Hanyū Yuzuru), né le 7 décembre 1994 à Sendai au Japon, est un patineur artistique japonais. Il est champion olympique 2014 et 2018, champion du monde 2014 et 2017, quadruple vainqueur consécutif de la Finale du Grand Prix ISU entre les saisons 2013 et 2016, champion du monde junior 2010, champion de la Finale du Grand Prix junior 2009/2010, sept fois médaillé des Championnats du monde — bronze en 2012 et 2021, et argent pour les saisons 2015, 2016 et 2019 —, quadruple médaillé du Championnat des Quatre Continents en 2011, 2013, 2017 et 2020, sextuple champion du Japon entre 2013 et 2016, en 2020 et en 2022.
De plus, il détient le record du monde de points sur les programmes court (septembre 2017), long (avril 2017) et sur le score total (décembre 2015) sous le système ISU d'avant juillet 2018, ainsi que les records du monde pour les plus hauts PCS et TES, à la fois pour le programme court et pour le programme long.
Depuis la mise en place du nouveau système instauré par ISU, Hanyu détient le record du monde sur le programme court (Rostelecom 2018) ; il est de plus le premier patineur à avoir franchi la barre des 300 points sur le score total.
En février 2014, Yuzuru Hanyu devient le premier Asiatique à être champion olympique de patinage artistique aux Jeux de Sotchi en obtenant le record du monde pour un programme court : 101,45 points. Il est le premier homme au monde à franchir la barre symbolique des 100 points et entre dans le Livre Guiness des records. Il est également le premier homme à briser la barre des 200 points pour un programme libre et 300 points pour un total combiné et détient actuellement le record du plus gros écart (37.48) de points entre lui et le médaillé d'argent (Finale du Grand Prix 2015).
Il est le seul patineur homme à avoir gagné quatre fois consécutivement la Finale du Grand Prix, le deuxième homme le plus jeune à avoir gagné les Jeux olympiques et à avoir gagné consécutivement 2 médailles d'or aux JO (après Dick Button en 1948). Il remporte par ailleurs aux Jeux de Pyeongchang la 1000e médaille d'or des Jeux olympiques d'hiver.
Il est le premier patineur de l'histoire à avoir atterri proprement un quadruple boucle en compétition. Il est également le premier patineur à avoir effectué la combinaison quadruple boucle piqué – triple axel.
Au lendemain de son deuxième sacre olympique, âgé de 23 ans, il est alors considéré comme l'un des meilleurs patineurs de tous les temps, si ce n'est le plus grand, notamment dans les médias et les réseaux sociaux,,,. À la fin de la saison 2018/2019, Hanyu a battu dix-neuf records du monde, le plus grand nombre dans la catégorie simple de patinage artistique.
Le 19 juillet 2022, Hanyu annonce la fin de sa carrière sportive après douze ans de carrière au niveau senior,,.

## Biographie
Yuzuru Hanyu est né et a grandi à Sendai, au Japon. Il a commencé à patiner dès l'âge de quatre ans, en suivant les pas de sa sœur aînée, nommée Saya. Il progresse rapidement et est remarqué très jeune pour sa souplesse et ses sauts impressionnants.
Hanyu a effectué une partie de son parcours scolaire au lycée Tohoku, où d'autres patineurs et patineuses japonais ont effectué une partie de leur parcours scolaire, tel que Shizuka Arakawa et Takeshi Honda.

En 2011, Yuzuru Hanyu a vu son domicile et sa patinoire très endommagés par le tremblement de terre et le tsunami survenus au Japon en mars 2011. Il dit être resté très choqué par cette catastrophe. En effet, il était en train de s'entraîner à sa patinoire, et s'est enfui de justesse du bâtiment sans prendre le temps de retirer ses patins lorsque les secousses commencèrent. Il vécut par la suite quelque temps dans un centre d'évacuation. La patinoire de Sendai a dû être fermée pendant plusieurs mois, ce qui l'a contraint à s'entraîner à Yokohama et Hachinohe. Extrêmement marqué par cette catastrophe naturelle, il soutient encore aujourd'hui la cause des victimes du tremblement de terre. Il a ainsi donné l'intégralité de l'argent obtenu lors de sa victoire à Sotchi pour les Jeux olympiques à de nombreuses associations, et a fait de même quatre ans plus tard en offrant la totalité de ses gains aux Jeux olympiques de Pyeongchang à sa ville natale de Sendai et à la préfecture de Miyagi pour aider à la reconstruction de la région. En outre, la plupart de ses programmes de gala depuis la grande catastrophe sont liés à son souvenir du grand tremblement de terre (White Legend, Hana wa saku, Requiem of Heaven and Earth et Notte Stellata).

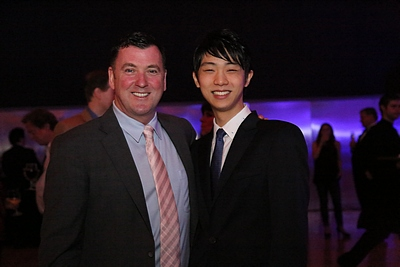
Avec son coach Brian Orser.

En avril 2012, il décide de s'entraîner à Toronto au Canada, ce changement étant jugé nécessaire par le directeur de sa fédération afin d'« augmenter son niveau » mais également par sa coach, Nanami Abe. Il change donc de coach et engage Brian Orser, entraîneur canadien réputé pour ses techniques de saut. Il s'entraîne dorénavant aux côtés de Javier Fernandez, et d'autres patineurs d'élite.
Hanyu souffre d'asthme, ce qui le pénalisait régulièrement en fin de programme. Toutefois, son endurance s'est nettement améliorée ces dernières années. Il a été hospitalisé à plusieurs reprises à la suite de son asthme ou de blessures sportives.
C'est une personnalité très populaire au Japon. Des timbres ont été frappés à son effigie et il apparait dans de nombreuses publicités. Il participe aussi aux campagnes de don du sang de la Croix Rouge, et à d'autres programmes caritatifs. Sa biographie Blue Flames, ses DVD et ses albums photos ont atteint des ventes record. La totalité de l'argent obtenu grâce à ses produits dérivés ont été versés à des œuvres humanitaires. Il est un symbole pour sa ville natale, Sendai : en 2014, 90 000 personnes se pressent dans les rues de Sendai pour l'acclamer lors de la parade qui célèbre sa médaille aux Jeux olympiques. En 2018, ils sont 110 000 pour la parade de ses deuxièmes Jeux olympiques. Il est par ailleurs le détenteur le plus jeune de la médaille au ruban pourpre, médaille honorifique décernée au Japon à des individus dont l'action ou la contribution dans différents domaines ont été exemplaires - il reçoit cette médaille une deuxième fois à la suite de sa deuxième victoire aux Jeux olympiques d'hiver, en 2018. Le 2 juillet 2018, il reçoit le prix d'honneur de la nation des mains du premier ministre japonais Shinzo Abe, une des plus hautes distinctions du pays, dont une fois encore il est le plus jeune détenteur.
Yuzuru Hanyu est ami avec Kanako Murakami, Nobunari Oda et Javier Fernandez ainsi qu'avec le chanteur Sashida Fumiya. Il entretient également des relations amicales avec des patineurs et patineuses tels que Shoma Uno, Keiji Tanaka, Misha Ge et Ievguenia Medvedeva. Ses loisirs sont les jeux vidéo et la musique : il est particulièrement fan des groupes japonais One Ok Rock ou Bump of Chicken. En compétitions, il n'apparaît jamais sans une boîte à mouchoirs Winnie l'ourson, avec laquelle il amuse généralement les spectateurs en attendant ses résultats.
Le 20 septembre 2020, il est diplômé de la Faculté d'informatique humaine et des sciences cognitives de l'Université Waseda. Sa thèse, intitulée Une étude de faisabilité sur l'utilisation en patinage artistique d'un système de capture de mouvement à capteur d'inertie sans fil, se concentre sur les utilisations possibles de la technologie pour améliorer l'évaluation des compétitions et aider les patineurs à améliorer leur technique. En mars 2021, un résumé de sa thèse a été publié dans le Waseda Journal of Human Sciences.
Le 4 août 2023, il annonce son mariage, avant de divorcer trois mois plus tard.

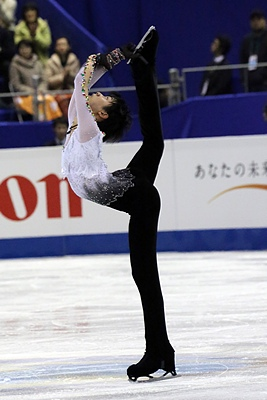
Hanyu pendant la Finale du Grand Prix 2013.

## Technique
Yuzuru Hanyu saute dans le sens contraire des aiguilles d'une montre, comme la plupart des patineurs.
En compétitions, il gagne beaucoup de points sur la note technique, mais aussi sur la note artistique. En effet, outre sa technique de saut parfaite, ses entrées dans les sauts sont difficiles (triple axel précédé d'un back counter par exemple), ce qui lui vaut des points de bonus. De plus, il place certains sauts considérés comme plus éprouvants (comme les quadruples sauts) en deuxième partie de programme, ce qui lui permet d'améliorer ses notes techniques.
Sa note artistique est haute grâce à ses séquences de pas rapides et élégants, et à la qualité de son patinage. De plus, sa souplesse lui permet d'inclure des éléments originaux dans les compétitions d'hommes, comme la pirouette Biellmann ou encore l'Ina Bauer. Hanyu utilise également fréquemment comme élément l'hydroblading, considéré comme sa marque de fabrique.

## Carrière

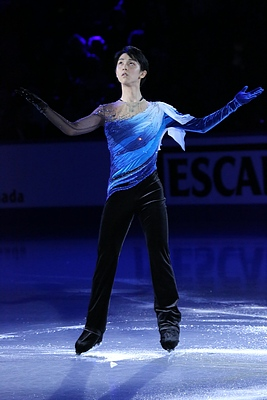
Skate Canada 2013 (gala).

### Niveau novice et junior
Durant la saison 2009/2010, Hanyu gagne ses deux épreuves du Grand Prix Junior et est un candidat sérieux pour le titre de vainqueur pour la Finale du Grand Prix Junior. 3e dans le programme court avec 69.85 points et 1er dans le programme libre avec 136.92 points, il remporte le titre de champion de la Finale du Grand Prix (junior) avec un total de 206.77 points, son meilleur score personnel.
Lors des Championnats du Japon junior, il se place 1er dans le programme court et 2e dans le libre. Au total, il remporte le titre national. Il participe également aux Championnats au niveau senior, où il finit en 6e place. Basé sur ses résultats, Hanyu est choisi pour participer aux Championnats du monde junior en 2010. Il remporte la compétition après avoir terminé troisième dans le programme court et premier dans le programme libre pour obtenir un nouveau record personnel de 216.10 points au total et devenir le 4e homme japonais à remporter le titre mondial junior après Daisuke Takahashi (2002), Nobunari Oda (2005) et Takahiko Kozuka (2006).

### Niveau senior

#### Saison 2010/2011: débuts chez les seniors
Hanyu annonce qu'il entamerait cette saison au niveau senior. Il est assigné au Trophée NHK et à la Coupe de Russie. Dans ses débuts en tant que senior au Trophée NHK, Hanyu se place 5e dans le programme court avec 69.31 points. Dans son programme libre, il déclenche son premier quadruple boucle piqué dans une compétition ISU et finit à la 4e place avec 138.41 points, lui donnant un total de 207.72 points pour terminer 4e au classement général. Hanyu termine à la septième place à la Coupe de Russie. Aux Championnats nationaux, Hanyu est en 2e position après le programme court, mais son résultat du programme libre le fait chuter à la 4e place du classement général. En conséquence, il est sélectionné pour participer aux Championnats des Quatre continents, où il remporte la médaille d'argent avec un nouveau record personnel.
Hanyu s'entrainait à sa patinoire à Sendai où le tremblement de terre et le tsunami de Tōhoku en 2011 ont frappé sa ville natale et toute la région. Les conduites d'eau sous la glace de sa patinoire ont éclaté à la suite d'un nouveau tremblement de terre à Miyagi, en avril 2011. Il s'est donc déplacé à Yokohama, Hachinohe et Aomori pour s'entraîner jusqu'à ce que sa patinoire locale rouvre, en juillet 2011. Il a également patiné dans 60 galas, ce qui était une opportunité pour s’entraîner d'après lui. En avril, lui et d'autres patineurs ont pris part à un spectacle sur glace pour amasser des fonds pour les victimes.

#### Saison 2011/2012: première médaille mondiale
Hanyu commence la saison 2011/2012 avec une victoire au Trophée Nebelhorn. Il remporte le programme court et le programme libre, pour un score total de 226.26 points. Il est ensuite affecté à la Coupe de Chine et la Coupe de Russie. Il termine 4e à la Coupe de Chine, puis gagne la Coupe de Russie avec un nouveau record personnel de 241.66 points. Cette victoire lui permet de se qualifier à la Finale du Grand Prix. Il termine à la 4e place avec un score total de 245.82 points, soit 1.73 point derrière son futur partenaire d'entrainement Javier Fernandez.
En décembre 2011, il finit 3e des Championnats du Japon et se qualifie pour ses premiers mondiaux disputés à Nice en 2012. Aux Championnats du monde, il n'est pas en réussite sur le programme court. En effet, il avorte un triple lutz en simple et se positionne à la septième place provisoire. Il réussit cependant à remonter à la 3e place à l'issue du libre avec un total de 251.06 points, à 15 unités de Patrick Chan, ceci malgré une blessure à la cheville. Il s'offre donc une médaille de bronze derrière Daisuke Takahashi confirmant ainsi le dynamisme actuel du patinage japonais.
En avril 2012, Hanyu décide de s’entraîner avec le double vice-champion olympique Brian Orser à Toronto, au Canada. Il a été rapporté qu'il ferait de fréquents voyages à Toronto, et qu'il continuerait à étudier à Sendai, sa ville natale. Après avoir déménagé au Canada, Hanyu s'entraîne jusqu'à 3-4 heures par jour sur la glace, soit 1 à 2 heures de plus qu'auparavant, en raison d'un temps de glace limité à Sendai, ses études et son asthme. Son autobiographie, Blue Flames, a été publié au Japon en avril 2012. Une partie des profits ont été versés à la patinoire de Sendai.

#### Saison 2012/2013: premier titre national
Hanyu commence sa saison avec le Trophée de Finlande, remportant par la même occasion la médaille d'or. Il exécute deux quadruples sauts, un quadruple Salchow et un quadruple boucle piqué dans son programme libre ; c'était la première fois qu'il exécutait un quadruple Salchow en compétition. Hanyu remporte la médaille d'argent derrière Takahiko Kozuka lors de son premier Grand Prix de la saison, le Skate America. Il est 1er au classement du programme court, avec un score de 95.07 points, un nouveau record du monde, mais se classe 3e au classement du programme libre. Lors de son deuxième Grand Prix, le Trophée NHK, il obtient un score de 95.32 points dans le programme court, battant son propre record du monde, et gagne la médaille d'or devant Daisuke Takahashi, dans sa ville natale. Hanyu est ainsi qualifié pour la Finale du Grand Prix à Sotchi, où il termine deuxième derrière Daisuke Takahashi et devant Patrick Chan.
En décembre 2012, Hanyu gagne son premier titre national au Japon après s'être classé 1er dans le programme court et 2e dans le programme libre. Il remporte l'argent aux Championnats des quatre continents 2013 avec un total de 246.38 points, il se classe 1er dans le programme court et 3e dans le programme libre. Quelque peu avant les Championnats du Monde, Hanyu est atteint d'une grippe, l'empêchant alors de s'entraîner. Ce n'est que quelques jours avant la compétition qu'il reprend l'entraînement, résultant alors en une mauvaise préparation. Aux Championnats du monde 2013, il ne se classe que 9e à l'issue du programme court. Cependant, il remonte à la troisième 3e place dans le programme libre, terminant au 4e rang derrière Javier Fernandez (bronze), Denis Ten (argent) et Patrick Chan (or).

#### Saison 2013/2014: La consécration: Titre olympique et mondial

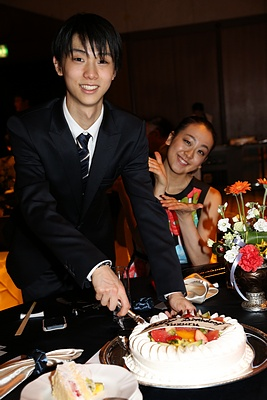
Avec la triple championne du monde Mao Asada.

Hanyu commence sa saison au Trophée de Finlande 2013 où il remporte la médaille d'or après avoir été 1er dans les deux programmes. Hanyu débute alors les Grand Prix, avec le Skate Canada. Il se place troisième à l'issue du programme court avec 80.40 points mais remonte à la deuxième place à l'issue du libre et écope de la médaille d'argent avec 234.80 points, derrière son rival Patrick Chan. Lors de son second Grand Prix, il obtient 95.37 points pour son programme court, le plaçant en deuxième place provisoire. Il ne parvient cependant pas à remonter sur le libre et s'offre encore une fois l'argent derrière Patrick Chan. Ces deux médailles d'argent le qualifient ainsi pour la Finale du Grand Prix, se déroulant à Fukuoka au Japon, où Patrick Chan est vu comme le grand favori. À la Finale du Grand Prix à Fukuoka, Hanyu a remporté le programme court avec 99.84 points, un nouveau record du monde. Il n'est donc plus qu'à 0.16 points de la barre des 100 points pour un programme court. Il a également remporté le programme libre avec un record personnel de 193.41, malgré une chute sur le quadruple salchow, et a remporté le titre avec un score total de 293.25 points, devant Patrick Chan et Nobunari Oda. Hanyu est alors vu comme un prétendant au titre mondial et olympique.
Il remporte une nouvelle fois les Championnats du Japon de Patinage Artistique en 2013 à Saitama, devant Tatsuki Machida et Takahiko Kozuka. En effet, lors du programme court, il écope de 103.10 points, le plus haut programme court de l'histoire dans un championnat national japonais. Il finit également premier lors du libre, en obtenant 194.70 points, résultant en un total de 217.80 points. À deux mois des JO d'hiver, il s'avère comme être un candidat très sérieux pour le titre olympique à Sotchi.
Hanyu fait ses débuts olympiques aux JO d'hiver de Sotchi avec l'épreuve par équipe. Il patine son programme court, et finit premier de la catégorie homme avec 97.98 points, battant ainsi Evgeni Plushenko et Patrick Chan. La Team Japan finit à la cinquième place. Une semaine plus tard, lors des épreuves individuelles, il bat son propre record du monde et devient le premier patineur à dépasser la barre des 100 points pour un programme court avec un score de 101.45 points pour son programme court Parisienne Walkways. Cependant lors du programme libre, il chute à deux reprises, la première fois sur le quadruple salchow et la seconde sur le triple flip. Cependant grâce à son avance sur le court, il termine médaillé d'or à 19 ans avec un total de 280.09 points. Il devient ainsi en une seule compétition le premier homme à avoir brisé la barre des 100 points pour un programme court, le deuxième plus jeune champion olympique de l'histoire, derrière Dick Button (en 1948) et le premier homme asiatique à être champion olympique de patinage artistique.
Il remporte le titre mondial en mars 2014 en totalisant 282.59 points, devant son compatriote Tatsuki Machida (282.26 points) et son coéquipier Javier Fernandez (275.93 points), après avoir été troisième du son programme court (91.24 points). Hanyu est ainsi le 1er patineur depuis Aleksey Yagudin en 2002 à gagner la Finale du Grand Prix, les Jeux olympiques et les Championnats du monde durant la même saison.

#### Saison 2014/2015: troisième médaille mondiale
En octobre 2014, il doit renoncer au Trophée de Finlande à cause d'une blessure au dos. Il revient néanmoins sur la glace pour la Coupe de Chine, en novembre. Il percute alors très violemment le patineur chinois Yan Han pendant l'échauffement précédent la compétition. Les deux athlètes patinaient à très haute vitesse et furent violemment projetés au sol. Hanyu s'est blessé au front, à l'oreille, à la mâchoire. Il s'est aussi blessé au thorax et sévèrement à  la cheville. Il décide toutefois de patiner son programme libre 30 minutes plus tard, sans être recousu et avec un lourd bandage autour de la tête. Cet accident a mené à de nombreux débats sur la sécurité des sportifs pendant les évènements internationaux. En effet, il tombe à 5 reprises pendant son programme et doit être emmené presque inconscient du Kiss and Cry. Il finit malgré tout la 2e place de la Coupe de Chine. Trois semaines plus tard, il participe au Trophée NHK au Japon et se qualifie de justesse pour la Finale du Grand Prix.
Le 13 décembre 2014, il remporte la Finale du Grand Prix tenu à Barcelone grâce à un programme court de 94.08 points et à programme libre sur le thème du Fantôme de l'Opéra. Il obtient alors un score total de 293.25 points et devance largement Javier Fernandez et Sergey Voronov qui se placent respectivement en 2e et 3e places.

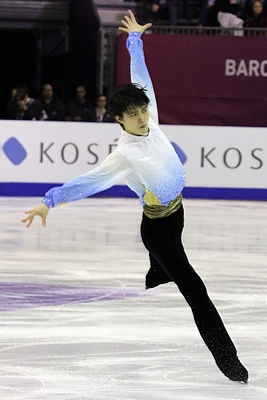
Finale du Grand Prix 2015.

Le 27 décembre 2014, il s'offre pour la troisième année consécutive le titre de champion national de patinage artistique. Il creuse encore l'écart avec ses compatriotes, en obtenant plus de 35 points de plus sur la note finale que le médaillé d'argent, Shoma Uno (champion du monde junior 2015). Il se dit alors malgré tout très fatigué après avoir accumulé trop de blessures, et renonce à participer au gala de clôture de la compétition. Hanyu est alors hospitalisé en raison de très fortes douleurs abdominales. Il ne pourra pas revenir sur la glace avant un mois à la suite d'une lourde opération au niveau de l'ouraque. Peu avant les Championnats du monde 2015, il foule sa cheville et est de nouveau immobilisé.
Le 29 mars 2015, Yuzuru Hanyu remporte la 2e place juste derrière Javier Fernandez aux Championnats du monde 2015 à Shanghai. Il devance Denis Ten qui obtient la médaille de bronze.
En avril 2015, il remporte le programme court et le programme long lors des Championnats du monde par équipes 2015. Le Japon remporte la 3e place, derrière la Russie et les États-Unis. Lors de l'entrainement, il réussit le premier quadruple boucle jamais réalisé en compétition, qu'il saute une nouvelle fois pendant le gala clôturant l'événement, en le faisant cette fois suivre d'un triple axel.

#### Saison 2015/2016: records du monde et quatrième médaille mondiale

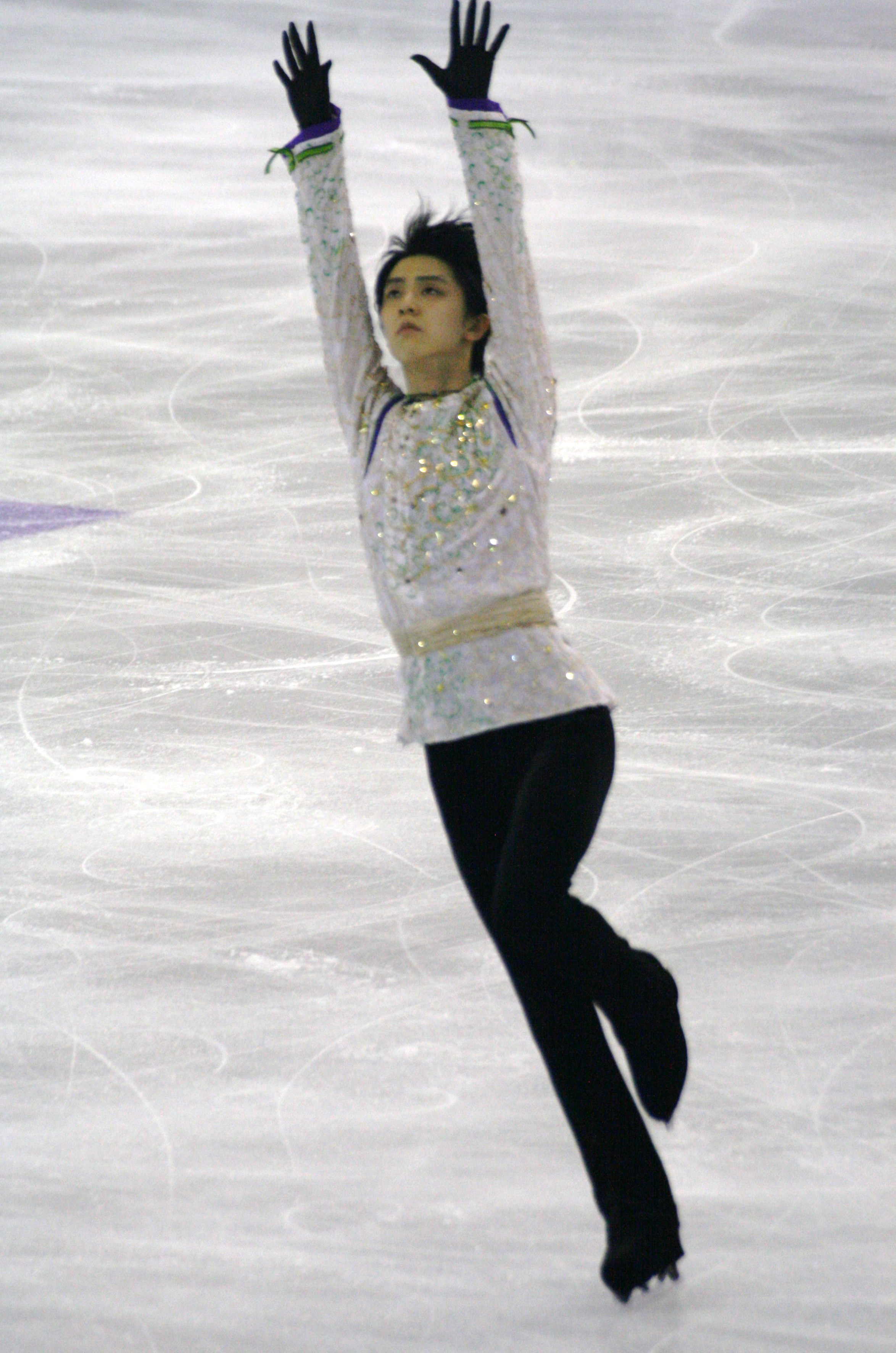
Yuzuru Hanyu pendant son programme long à la Finale du Grand Prix 2015.

Hanyu a commencé cette saison en remportant l'or à Skate Canada Autumn Classic, devançant de 36 points Nam Nguyen. Le 30 octobre 2015, il commence la compétition de Skate Canada par un désastreux programme court qui le place en 6e position. Le lendemain, il parvient à remonter sa note totale grâce à un très bon programme libre, incluant trois quadruples sauts, dont un en deuxième partie de programme. Il s'incline cependant devant Patrick Chan et remporte l'argent.
En novembre 2015 lors du NHK Trophy à Nagano, il bat son propre record du monde sur le programme court, en obtenant 106.33 points, notamment grâce à deux quadruple sauts et un triple axel. Le lendemain, il devient le premier homme à franchir la barre des 200 points sur un programme long. Il saute trois quadruples sauts, dont un en deuxième partie de programme. Il patine sur le programme Seimei, dans lequel il représente un samouraï. Hanyu dit avoir voulu montrer toute la finesse et la force du Japon. C'est pari tenu, puisqu'il obtient 216.07 points, soit un score total de 322.40. Il bat ainsi un autre record du monde en étant le premier homme à franchir la barre des 300 points sur la note totale.
Il s'impose ainsi très clairement en favori pour la Finale du Grand Prix 2015.
En décembre 2015 pendant la Finale du Grand Prix ISU, Hanyu bat de nouveau tous ses records. Il obtient ainsi 110.95 points pour le programme court, 219.48 points pour le programme long soit une note totale de 330.43 points. Il devient de ce fait le seul homme à avoir remporté trois fois de suite cette compétition. Il s'impose devant son ami Javier Fernandez et son compatriote Shoma Uno avec 37,48 points de plus, battant ainsi le précédent record détenu par Evgeni Plushenko qui avait 35,1 de plus que le deuxième concurrent. Aucun patineur ou couple n'avait gagné avec aussi grande marge que ce soit aux Jeux olympiques, à la coupe du Monde ou à la Finale du Grand Prix.
En décembre 2015, Hanyu remporte sa quatrième consécutive médaille d'or aux championnats du Japon en s'imposant sur les programmes court et long.
En mars 2016, il se positionne en première place lors du programme court aux championnats du monde à Boston, avec 110.56 points. Il ne parvient toutefois pas à battre le champion du monde en titre Javier Fernandez, qui s'impose sur le programme libre. Pendant le programme libre, Hanyu ne parvient en effet pas à "se mettre dans la peau de Seimei", le personnage qu'il interprète. Il ne réussit pas la réception de plusieurs sauts, et finit deuxième.

#### Saison 2016/2017: second titre mondial (cinquième médaille), nouveau record sur le programme long, et quadruple boucle
En ouverture de saison, Yuzuru Hanyu obtient 88.30 points sur le programme court et 172.27 points sur le programme libre lors du Skate Canada Autumn Classic International à Montréal, soit un total de 260.57 points. Il remporte ainsi l'or avec 30.02 points d'avance sur Misha Ge et presque 35 points d'écart avec Max Aaron, respectivement médaillés d'argent et de bronze. Il devient lors de cette compétition, le premier patineur à avoir réussi un quadruple boucle dans une compétition internationale.
Hanyu, pour la saison des Grand Prix, est assigné comme l'an passé au Skate Canada et au NHK Trophy. Le 28 octobre, celui-ci débute au Skate Canada avec un programme court comportant de nombreuses erreurs : Il y a une chute sur le quadruple boucle et la combinaison n'est pas assurée. Cela le relègue alors en quatrième place provisoire, avec 79.65 points. Il se reprend cependant dans le libre où il obtient la première place avec 183.41 points. Malgré tout, et comme la saison passée, il se place deuxième, un peu moins de quatre points derrière Patrick Chan. Cela est donc sa deuxième médaille d'argent consécutive au Skate Canada.
En novembre 2016, au NHK Trophy à Sapporo, il se place premier lors du programme court avec 103.89 points malgré un retournement sur le quadruple boucle. Il devient ainsi, comme lors de la saison 2015/2016, le premier patineur a passer la barre des 100 points pour un programme court. Lors du programme libre, il chute sur la combinaison qui se trouvait en deuxième partie (le quadruple salchow-triple boucle piquée) mais écope tout de même de la première place pour le libre avec 197.58 points. Il obtient donc un total de 301.47, et gagne la médaille d'or, se plaçant ainsi 32.56 points devant le médaillé d'argent, Nathan Chen. Il devient aussi par la même occasion le premier patineur à biser la barre des 300 points durant la saison. Il détient alors de ce fait le plus haut score dans la catégorie homme de cette saison 2016/2017.
Comme l'année précédente, il part ainsi comme favori pour la Finale du Grand Prix 2016.
En début décembre 2016, à Marseille, lors de la Finale du Grand Prix ISU, Hanyu se place premier lors du court avec 106.53 points, soit le troisième plus gros score pour un programme court de l'histoire. Cependant, deux jours plus tard, lors du programme libre, il chute sur la combinaison tout comme au NHK Trophy et ne déclenche pas le triple lutz final. Il se place alors troisième du libre avec 187.37 points, derrière Nathan Chen et son compatriote, Shoma Uno. Cependant, en raison de sa large avance du programme court, il reçoit tout de même de la médaille d'or avec un total de 293.90 points, devançant ainsi Nathan Chen de plus de dix points. Il devient également le premier patineur de l'histoire depuis Evgeni Plushenko à avoir gagné quatre fois la Finale du Grand Prix et le premier patineur de l'histoire du patinage à la gagner quatre fois consécutives.
Toujours en décembre 2016, en raison d'une grippe, celui-ci est dans l’incapacité de patiner et se retire donc des championnats du Japon, ce qui l'empêche donc de défendre son titre de quadruple champion. Malgré son absence aux nationaux, Hanyu est affecté au Championnat des Quatre continents et au Championnat du monde, se déroulant respectivement en février et mars 2017.
En fin février 2017, il participe au Championnat des Quatre Continents, auquel il n'a point participé depuis 2013. Lors du court, il se place troisième, derrière Nathan Chen et Shoma Uno, après avoir avorté son quadruple salchow en double lors de la combinaison. Il écope donc de 97.04 points. Lors du libre, il commet encore une fois la même erreur que dans son programme court car il avorte son quadruple salchow de sa combinaison en double et n'enchaîne pas le reste de celle-ci. Cependant, il se reprend par la suite en réussissant tous ses blocs de sauts, et en changeant sa dernière combinaison en un quadruple boucle piquée - double boucle piquée. Il assure ainsi quatre quadruples, comme ce qui était prévu à la base, et remplace même son triple lutz final en un triple axel. Il est alors premier du libre et obtient donc 206.67 points pour celui-ci et 303.71 points pour le score total. C'est donc son meilleur score de la saison et le plus haut score de la saison 2016/2017 pour un programme libre. Cependant, il s'incline devant Nathan Chen, qui grâce à son avance sur le court, écope de la médaille d'or. Il finit ainsi moins de quatre points derrière Nathan Chen et plus de quinze devant Shoma Uno, le médaillé de bronze.
Fin mars début avril 2017, il participe aux Championnats du monde de patinage artistique à Helsinki. Malgré une très bonne performance, une erreur très coûteuse sur sa combinaison quadruple Slachow/Triple boucle piqué et une pénalité de retard lui valent une décevante 5e place à l'issue du programme court, avec « seulement » 98.39 points, à 10 points de Javier Fernandez. Cependant deux jours plus tard il réalise une remontée spectaculaire en patinant un programme libre parfait qui lui permet de battre à nouveau son propre record du monde du programme libre avec 223.20 points, et de décrocher l'or devant son compatriote Shoma Uno et le chinois Boyang Jin.

#### Saison 2017/2018: nouveau record du monde sur programme court, premier quad lutz, blessure et2emédaille d'or olympique

##### 22/09/2017
Yuzuru commence la saison 2017-2018 par les internationaux classiques d'automne (compétition challenger B). Légèrement blessé, il est décidé qu'il ne tenterait aucun quadruple boucle ni quadruple Lutz pour ménager son genou. Cela ne l'empêche pas de battre une nouvelle fois son record du monde sur le programme court, avec « seulement » un quadruple Salchow au lieu du quadruple boucle qui est prévu en début de programme.
| 112.72 (record du monde) | Internationaux Classiques d'automne 2017 |

##### 20/10/2017-21/10/2017
Lors de son premier grand Prix ISU de la saison, la Coupe de Russie (Rostelecom Cup), Yuzuru finit deuxième au programme court (rotation pas tout à fait complète & atterrissage difficile sur son premier quadruple loop de la saison - l'un des seuls au monde à l'exécuter néanmoins - et chute inattendue en fin de combo quadruple-triple, par ailleurs bien exécuté). Il est battu par Nathan Chen, qui patinera un programme sans faute. Lors du programme long, il passe cette fois devant Nathan Chen (mais avec un écart par trop court pour décrocher l'or à la fin), avec comme fait notable le premier quadruple lutz de sa carrière - ce qui lui en compte désormais 4 différents dans son escarcelle(En regard, depuis le 15/09/2017 et de toute l'histoire du patinage artistique, seul Nathan Chen a su atterrir correctement plus de 4 quadruples de nature différente en compétition internationale - en l'occurrence les 5 actuellement ratifiés : loop, lutz, flip, salchow, toe loop).
Trois semaines plus tard, il se blesse à la cheville, lors de l'entraînement entre ses deux programmes au NHK Trophy, son deuxième grand prix de la saison, et se voit obligé de déclarer forfait sur cette compétition - impliquant de facto l'impossibilité de sa sélection à la Finale du Grand Prix ISU 2017-2018. Sa blessure mettant plus de temps que prévu à guérir, il est également obligé de déclarer forfait aux championnats du Japon et son état de santé aux Jeux olympiques pose question.

##### 16/02/2018-17/02/2018: Jeux olympiques d'hiver
C'est après trois mois de blackout quasi-total que Yuzuru Hanyu réapparaît aux Jeux olympiques de Pyeongchang, escorté de huit gardes du corps, du jamais-vu pour un athlète olympique, et attendu par plus de 150 journalistes. Il révèle en conférence de presse qu'il n'a pu reprendre l'entraînement que quatre semaines auparavant, commencer les triples sauts trois semaines auparavant et les quadruples moins de deux semaines auparavant. Arrivé après la délégation japonaise, il n'avait pas participé à l'épreuve par équipe, afin de maximiser son temps de préparation pour l'épreuve individuelle, et choisira d'y patiner un contenu technique moins ambitieux que celui prévu en début de saison avec, comme quadruples, uniquement des boucles piqués et des salchows.
Le pari s'avère gagnant, puisqu'il surprend et éblouit avec un programme court parfait (1er avec 111.68 points, à peine 1 point de moins que son propre record du monde et restant un score jamais égalé par un autre patineur), puis un programme long de haute tenue (2e avec 206.17 points, derrière le jeune challenger Nathan Chen). Ce combo lui permet de conserver son titre olympique, ce qui n'était pas arrivé pour un patineur homme depuis 66 ans. Ses deux erreurs, en deuxième partie du programme long (4T +REP à cause d'une combinaison non déclenchée et 3Lz à la réception bancale), sont potentiellement imputables à sa blessure : l'athlète révélera par la suite en conférence de presse qu'il n'est toujours pas guérie et l'on peut très clairement discerner, uniquement sur les ralentis vidéo, cette fameuse cheville droite (de réception du saut) vaciller sévèrement à l'atterrissage de ces dernières. Il parviendra néanmoins à résister et ne tombera pas ni ne touchera la glace des mains.
Il se trouve que cette médaille d'or olympique est également un symbole : la 1000e décernée depuis le début de l'histoire des jeux, toutes épreuves confondues. Il partage le podium avec deux de ses proches : son compatriote Shôma Uno, et avec son camarade d'entrainement Javier Fernandez (Espagne),,.

#### Saison 2018/2019: blessure à la cheville, médaille d'argent et nouveaux records du monde
La saison 2018-2019 a été compliquée pour Hanyu, à la suite d'une nouvelle blessure à la cheville (Rostelecom 2018), il a été contraint d'arrêter la compétition durant 4 mois. Malgré cela, il est parvenu à obtenir 6 records mondiaux et gagner la médaille d'argent aux Championnats du Monde 2019.
En août 2018, Hanyu annonce les 2 programmes qu'il a choisi pour la saison :
"Otoñal" de Raúl di Blasio pour le programme court, choregraphié par Jeffrey Buttle. Pour le programme long, intitulé "Origin" par Hanyu, sur la musique "Art on Ice" et "Magic Stradivarius" par Edvin Marton, il fait de nouveau appel à Shae-Lynn Bourne.
Ces 2 programmes sont des hommages à deux patineurs admirés par Hanyu, Johnny Weir pour "Otoñal" et Evgeni Plushenko (programme long "Tribute to Nijinsky" sur la saison 2003–04).
Hanyu déclare alors que le fait d'être satisfait de ses résultats (succès olympiques) lui a permis de relâcher la pression qu'il avait d'obtenir des résultats. Il ajoute penser, ressentir qu'il lui est permis de patiner pour lui même désormais ; qu'il souhaite revenir à son patinage d'origine.
Hanyu a débuté la saison par le Skate Canada Autumn Classic International, recevant 97.74 points pour le court, et 165.91 points pour le programme long, le plaçant second derrière Junhwan Cha.
Il remporte la compétition avec le score de 263.65.
Pour son 1er Grand Prix, le GP de Helsinki, 
Hanyu arrive en tête sur le programme court avec 106.69 points, un record du monde sous le nouveau système +5/-5 GOE. Sur le long, il produit 4 quadruple, et il est le premier de l'histoire à pratiquer le quadruple boucle piqué -triple Axel.
Hanyu gagne 190.43 points pour un total de 297.12 points, lui faisant établir 2 nouveaux records du monde et gagner la médaille d'or avec une avance de près de 40 points.
À la coupe Rostelecom, Hanyu finit 1er du programme court avec 110.53 points, un nouveau record du monde. Le jour suivant, il se blesse de nouveau à la cheville droite durant l'entraînement, sur un quadruple boucle, le faisant arrêter net l'entraînement. Il envisage de se retirer de la compétition, mais opte finalement pour continuer, avec des anti douleurs, et avec un layout plus facile, changé à la dernière minute. Il se place en tête sur le long avec 167.89 points, et remporte la compétition avec le total de 278.42 points.
C'est la première fois qu'Hanyu remporte deux fois la médaille d'or sur un début de saison.
Hanyu déclare après la compétition : « j'ai envisagé d'abandonner à cause de la blessure, mais c'est un choix que j'ai fait. Je voulais vraiment faire ce programme en Russie. » 
Durant la cérémonie de remise des médailles, Hanyu apparaît avec 2 béquilles.
Le 29 novembre 2018, la fédération japonaise de patinage annonce qu'Hanyu se retire de la finale du Grand Prix du fait de blessures aux ligaments et tendons.
En marge des championnats du monde 2019 de Saitama, Hanyu déclare que sa blessure n'est pas totalement guérie, mais qu'il est préparé à 100 % pour la compétition.
Sur le programme court, il se place 3e avec le score de 94.87, à cause d'un élément invalidé : en début de programme, son quadruple salchow se transforme en double.
Grâce à un programme long presque parfait, il parvient, avec 206.10 points, à finir second.
Le score de son programme long et de son total (300.97 points) sont des records mondiaux, qui sont ensuite rompus par Nathan Chen, qui remporte finalement la compétition.
Hanyu déclare qu'il regrette ses performances mais que ces championnats lui ont permis de gagner un regain de motivation dans son patinage, et l'envie de s'améliorer encore pour la prochaine saison. Il souhaite, si son état de santé le permet, développer ses quadruple sauts, notamment le quadruple axel, qu'il a par ailleurs réussi 1 fois à l'entraînement.
Il révèle aussi que de même que durant les Jeux olympiques de PyeongChang, il a dû faire appel à des anti douleurs pour être en mesure de sauter, montrant l'étendue de la gravité de sa blessure. La date de sa guérison est à ce moment incertaine.
Plus tard, la fédération japonaise annonce qu'il ne participera pas aux championnats du monde par équipe, du fait de ladite blessure.

Saison 2019/2020 : covid 19 et titre national
Du fait de la pandémie, nombre de compétitions ont été annulées.
À noter cependant que Yuzuru Hanyu reçoit en 2020 la médaille de l'athlète le plus rentable par l'ISU[réf. nécessaire].
Hanyu apparaît de nouveau en compétition au championnat du Japon 2020, le 25 décembre.
Il y présente deux nouveaux programmes : un programme court, chorégraphié par Jeff Buttle, et un programme long, Heaven and Earth, chorégraphié par Shae Lynn Bourne.
Il remporte lors de ces championnats du Japon la médaille d'or, remportant ainsi son 5e titre de champion national du Japon.

## Palmarès

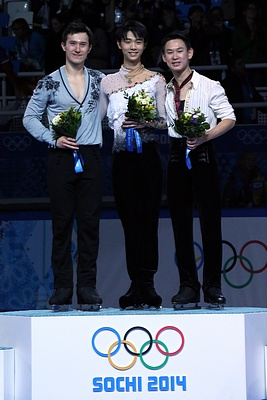
Yuzuru Hanyu médaillé d'or aux JO de Sotchi aux côtés de Patrick Chan et Denis Ten.

| Compétition                                                                           | 2009    | 2010    | 2011    | 2012    | 2013    | 2014    | 2015    | 2016    | 2017    | 2018    | 2019    | 2020    | 2021    | 2022    |
| Jeux olympiques d'hiver                                                               |         |         |         |         |         | 1er     |         |         |         | 1er     |         |         |         | 4e      |
| Championnats du monde                                                                 |         |         |         | 3e      | 4e      | 1er     | 2e      | 2e      | 1er     | F       | 2e      | CA      | 3e      | F       |
| Quatre continents                                                                     |         |         | 2e      |         | 2e      |         |         |         | 2e      |         |         | 1er     | CA      |         |
| Championnats du Japon                                                                 | 8e      | 6e      | 4e      | 3e      | 1er     | 1er     | 1er     | 1er     | F       | F       | F       | 2e      | 1er     | 1er     |
| Championnats du monde juniors                                                         | 12e     | 1er     |         |         |         |         |         |         |         |         |         |         | CA      |         |
|                                                                                       |         |         |         |         |         |         |         |         |         |         |         |         |         |         |
| Grand Prix ISU                                                                        | 2008/09 | 2009/10 | 2010/11 | 2011/12 | 2012/13 | 2013/14 | 2014/15 | 2015/16 | 2016/17 | 2017/18 | 2018/19 | 2019/20 | 2020/21 | 2021/22 |
| Finale du Grand Prix                                                                  |         |         |         | 4e      | 2e      | 1er     | 1er     | 1er     | 1er     |         | F       | 2e      | CA      | CA      |
| Skate America                                                                         |         |         |         |         | 2e      |         |         |         |         |         |         |         |         |         |
| Skate Canada                                                                          |         |         |         |         |         | 2e      |         | 2e      | 2e      |         |         | 1er     | CA      |         |
| Coupe de Chine                                                                        |         |         |         | 4e      |         |         | 2e      |         |         |         | 1er     |         |         |         |
| Trophée de France                                                                     |         |         |         |         |         | 2e      |         |         |         |         |         |         | CA      |         |
| Coupe de Russie                                                                       |         |         | 7e      | 1er     |         |         |         |         |         | 2e      | 1er     |         |         | F       |
| Trophée NHK                                                                           |         |         | 4e      |         | 1er     |         | 4e      | 1er     | 1er     | F       |         | 1er     |         | F       |
| Légende : F = Forfait ; CA = Compétitions annulées à cause de la pandémie de Covid-19 |         |         |         |         |         |         |         |         |         |         |         |         |         |         |

## Records
| Score  | Dates            | Compétition                      | Statut                                                                            |
| ------ | ---------------- | -------------------------------- | --------------------------------------------------------------------------------- |
| 111.82 | 7 février 2020   | 2020 Coupe des quatre continents | Record du monde battu en 2022 par Nathan Chen lors des Jeux olympiques de Beijing |
| 110.53 | 16 novembre 2018 | 2018 Rostelecom Cup              | -                                                                                 |
| 106.69 | 3 novembre 2018  | 2018 Grand Prix Helsinki         | -                                                                                 |

| Score  | Date            | Compétition               | Statut |
| ------ | --------------- | ------------------------- | --- |
| 206.10 | 23 mars 2019    | 2019 Championnat du monde | Record du monde battu à deux reprises en 2019 par Nathan Chen (Championnat du monde, puis finale du Grand Prix) |
| 190.43 | 4 novembre 2018 | 2018 Grand Prix Helsinki  | |

| Score  | Date            | Compétition               | Statut |
| ------ | --------------- | ------------------------- | --- |
| 300.97 | 23 mars 2019    | 2019 Championnat du monde | Record du monde battu à deux reprises en 2019 par Nathan Chen (Championnat du monde, puis finale du Grand Prix) |
| 297.12 | 4 novembre 2018 | 2018 Grand Prix Helsinki  | |

### Records du monde historiques (scores)
Note : À cause de l'introduction d'un nouveau système de notation pour les scores, ISU a indiqué que toutes les statistiques repartiraient de zéro à partir de l'application de ce nouveau règlement (saison 2018/2019). Tous les records précédant cette période sont donc historiques et immuables.
Yuzuru Hanyu a décroché 12 records du monde avant cela. À partir de la liste des records historiques : le top trois pour les scores combinés, quatre parmi le top cinq pour le programme court et trois parmi le top cinq pour le programme long sont détenus par lui.

| Date             | Score  | Compétition                | Note |
| ---------------- | ------ | -------------------------- | --- |
| 12 décembre 2015 | 330.43 | 2015/2016 Grand Prix Final | Actuel record du monde historique. Hanyu devient le premier et demeure le seul patineur à avoir réussi à dépasser la barre des 330 points. |
| 28 novembre 2015 | 322.40 | 2015 NHK Trophy            | Hanyu dépasse le record de Patrick Chan et devient le premier patineur dans l'histoire à obtenir plus de 300 points.                       |

| Date              | Score  | Compétition                          | Note                                                                                    |
| ----------------- | ------ | ------------------------------------ | --------------------------------------------------------------------------------------- |
| 22 septembre 2017 | 112.72 | 2017 CS Autumn Classic International | Actuel record du monde historique.                                                      |
| 10 décembre 2015  | 110.95 | 2015/16 Grand Prix Final             | Hanyu devient le premier et demeure le seul patineur à avoir obtenu plus de 110 points. |
| 27 novembre 2015  | 106.33 | 2015 NHK Trophy                      |                                                                                         |
| 13 février 2014   | 101.45 | Jeux olympiques 2014 (Sotchi)        | Hanyu devient le premier patineur à atteindre les 100 points.                           |
| 5 décembre 2013   | 99.84  | 2013/2014 Grand Prix Final           | Hanyu bat le record que détenait Patrick Chan depuis novembre 2013.                     |
| 23 novembre 2012  | 95.32  | 2012 NHK Trophy                      |                                                                                         |
| 19 octobre 2012   | 95.07  | 2012 Skate America                   | Hanyu bat le record de Daisuke Takahashi qui le détenait depuis 2012.                   |

| Date             | Score  | Compétition                | Note |
| ---------------- | ------ | -------------------------- | --- |
| 1er avril 2017   | 223.20 | Mondiaux 2017              | Actuel record du monde historique. Hanyu devient le premier et demeure le seul patineur à avoir obtenu plus de 220 points pour le programme long. |
| 12 décembre 2015 | 219.48 | 2015/2016 Grand Prix Final | |
| 28 novembre 2015 | 216.07 | 2015 NHK Trophy            | Hanyu bat le record détenu par Patrick Chan depuis 2013 et devient le premier patineur à dépasser les 200 points.                                 |

### Autres réalisations notables
- Premier patineur artistique asiatique à remporter la médaille d'or aux JO, et également le plus jeune à gagner un titre olympique (à l'age de dix-neuf ans) depuis Dick Button en 1948.
- Premier patineur artistique à remporter deux médailles d'or consécutives aux JO en 66 ans.
- Le premier patineur asiatique à remporter le Grand Prix Final, les Mondiaux et les JO en une même saison (2014) et le seul depuis Alexei Yagudin (2002).
- Le premier patineur de l'histoire à atterrir avec succès un quadruple boucle en compétition.
- Le premier patineur de l'histoire à tenter et réussir une combinaison quadruple boucle piqué-triple Axel en compétition.
- Le premier et seul patineur de l'histoire à avoir gagné trois, puis quatre Grand Prix Final consécutivement (2013-2016).
- Le premier et seul patineur d'Asie à remporter plusieurs Mondiaux.
- Le premier patineur à avoir atterri avec succès trois quadruples dans la deuxième partie de son programme long (2017 World Team Trophy).
- Le premier et seul patineur à être classé n°1 dans le classement mondial pour le patinage artistique masculin pendant cinq saisons consécutives (2013-2018).

## Programmes
| Saison    | Programme court | Programme libre | Programme d'exhibition |
| --------- | --- | --- | --- |
| 2021/2022 | Rondo Capriccioso par Camille Saint-Saëns chorégraphie par Jeffrey Buttle                                                  | Heaven And Earth par Isao Tomita chorégraphie par Shae-Lynn Bourne                                                                  | Haru yo koi par Yumi Matsutoya chorégraphie par David Wilson |
| 2020/2021 | Let Me Enterain You par Robbie Williams chorégraphie par Jeffrey Buttle                                                    | Heaven And Earth par Isao Tomita chorégraphie par Shae-Lynn Bourne                                                                  | Haru yo koi par Yumi Matsutoya chorégraphie par David Wilson Hana Wa Saku par Fumiya Sashida chorégraphie par Nanami Abe |
| 2019/2020 | Otoñal par Raúl di Blasio chorégraphie par Jeffrey Buttle Ballade no 1 par Frédéric Chopin chorégraphie par Jeffrey Buttle | Origin par Edvin Marton chorégraphie par Shae-Lynn Bourne SEIMEI (Onmyoji) par Shigeru Umebayashi chorégraphie par Shae-Lynn Bourne | "Hope and legacy" - Asian dream song - View of silence par Joe Hisaishi chorégraphie par Shae-Lynn Bourne SEIMEI (Onmyoji) par Shigeru Umebayashi chorégraphie par Shae-Lynn Bourne Notte Stelatta (The Swan) par Tony Renis, Camille Saint-Saëns chorégraphie par David Wilson Haru yo koi par Yumi Matsutoya chorégraphie par David Wilson Parisienne Walkways par Gary Moore chorégraphie par Jeffrey Buttle          |
| 2018/2019 | Otoñal par Raúl di Blasio chorégraphie par Jeffrey Buttle                                                                  | Origin par Edvin Marton chorégraphie par Shae-Lynn Bourne                                                                           | Haru yo koi par Yumi Matsutoya chorégraphie par David Wilson |
| 2017/2018 | Ballade no 1 par Frédéric Chopin chorégraphie par Jeffrey Buttle                                                           | SEIMEI (Onmyoji) par Shigeru Umebayashi chorégraphie par Shae-Lynn Bourne                                                           | Notte Stelatta (The Swan) par Tony Renis, Camille Saint-Saëns chorégraphie par David Wilson |
| 2016/2017 | Lets go crazy par Prince chorégraphie par Jeffrey Buttle                                                                   | "Hope and legacy" - Asian dream song - View of silence par Joe Hisaishi chorégraphie par Shae-Lynn Bourne                           | Notte Stelatta (The Swan) par Tony Renis, Camille Saint-Saëns chorégraphie par David Wilson |
| 2015/2016 | Ballade no 1 par Frédéric Chopin chorégraphie par Jeffrey Buttle                                                           | SEIMEI (Onmyoji) par Shigeru Umebayashi chorégraphie par Shae-Lynn Bourne                                                           | Requiem of Heaven and Earth (Requiem for the Great East Japan Earthquake 3.11) par Yasunobu Matsuo chorégraphie par Kenji Miyamoto |
| 2014/2015 | Ballade no 1 par Frédéric Chopin chorégraphie par Jeffrey Buttle                                                           | Le Fantôme de l'Opéra par Andrew Lloyd Webber chorégraphie par Shae-Lynn Bourne                                                     | The Final Time Traveler par Sarah Alainn chorégraphie par Kenji Miyamoto Hana Wa Saku par Fumiya Sashida chorégraphie par Nanami Abe |
| 2013/2014 | Parisienne Walkways par Gary Moore chorégraphie par Jeffrey Buttle                                                         | Roméo et Juliette par Nino Rota chorégraphie par David Wilson                                                                       | White Legend (du Lac des Cygnes) par Piotr Ilitch Tchaïkovski exécuté par Ikuko Kawai chorégraphie par Nanami Abe - Kissing You (du film Roméo + Juliette) - Escape (du film Plunkett & Macleane) chorégraphie par Nanami Abe Étude op. 8 no 12 par Alexandre Scriabine chorégraphie par Nanami Abe Notre-Dame de Paris par Richard Cocciante chorégraphie par David Wilson Story par AI chorégraphie par Kenji Miyamoto |
| 2012/2013 | Parisienne Walkways par Gary Moore chorégraphie par Jeffrey Buttle                                                         | Notre-Dame de Paris par Richard Cocciante chorégraphie par David Wilson                                                             | Hello, I Love You par The Doors reprise par Adam Freeland chorégraphie par Kurt Browning Hana Ni Nare par Fumiya Sashida chorégraphie par Nanami Abe |
| 2011/2012 | Étude op. 8 no 12 par Alexandre Scriabine chorégraphie par Nanami Abe                                                      | - Kissing You (du film Roméo + Juliette) - Escape (du film Plunkett & Macleane)                                                     | White Legend (du Lac des Cygnes) par Piotr Ilitch Tchaïkovski exécuté par Ikuko Kawai chorégraphie par Nanami Abe Somebody to Love par Justin Bieber chorégraphie par Nanami Abe |
| 2010/2011 | White Legend (du Lac des Cygnes) par Piotr Ilitch Tchaïkovski exécuté par Ikuko Kawai chorégraphie par Nanami Abe          | Zigeunerweisen par Pablo de Sarasate chorégraphie par Nanami Abe                                                                    | Vertigo par U2 |
| 2009/2010 | - The Bait - Bare Island (du film Mission Impossible 2) par Hans Zimmer chorégraphie par Nanami Abe                        | Rhapsodie sur un thème de Paganini par Sergueï Rachmaninov chorégraphie par Nanami Abe                                              | Change par Monkey Majik et les Yoshida Brothers |
| 2008/2009 | Bolero (du film Moulin Rouge!) par Steve Sharples chorégraphie par Nanami Abe                                              | Rhapsodie sur un thème de Paganini par Sergueï Rachmaninov chorégraphie par Nanami Abe                                              | Change par Monkey Majik et les Yoshida Brothers |
| 2007/2008 | Sing, Sing, Sing par Louis Prima chorégraphie par Nanami Abe                                                               | L'Oiseau de feu par Igor Stravinsky chorégraphie par Nanami Abe                                                                     | - Amazonic par Maksim Mrvica - Danse macabre par Camille Saint-Saëns |
| 2007/2008 | | - Storm - Kismet par Bond chorégraphie par Nanami Abe                                                                               | |